# وودلان، شهرستان کلیولند، آرکانزاس
وودلان (به انگلیسی: Woodlawn) یک منطقهٔ مسکونی در ایالات متحده آمریکا است که در شهرستان کلیولند، آرکانزاس واقع شده‌است. وودلان ۲۰۹ نفر جمعیت دارد و ۷۸٫۹۴ متر بالاتر از سطح دریا واقع شده‌است.